# Falls of Cruachan Railway Viaduct
Der Falls of Cruachan Railway Viaduct ist eine Eisenbahnbrücke am Awe nahe der schottischen Ortschaft Lochawe in der Council Area Argyll and Bute. 2007 wurde das Bauwerk in die schottischen Denkmallisten in der höchsten Kategorie A aufgenommen.

## Geschichte
Im Jahre 1864 wurde der Bau der Callander and Oban Railway beschlossen, die die Hafenstadt Oban an das britische Eisenbahnnetz anschließen sollte. Die Strecke wurde in Teilstücken bis 1880 eröffnet. Das Teilstück entlang des Nordufers von Loch Awe wurde als letztes errichtet. Zur Querung des Allt Cruachan war die Errichtung des Falls of Cruachan Viaducts erforderlich.
Mit der Planung wurde der Ingenieur John Strain betraut. Strain setzte hierbei auf die Verwendung von Stampfbeton, der auf dem europäischen Festland seit wenigen Jahrzehnten zum Brückenbau eingesetzt wurde. Der 1880 fertiggestellte Viadukt ist somit die älteste Stampfbetonbrücke des Vereinigten Königreichs. Sie entstand sechs Jahre vor dem Dochart Viaduct bei Killin.
In den 1960er Jahren wurde der östliche Abschnitt der Oban and Callander Railway zwischen Crianlarich und Callander aufgelassen. Das über den Falls of Cruachan Viaduct führende Teilstück ist als Teil der West Highland Line weiterhin in Betrieb. 2010 entgleiste ein Zug nahe dem Viadukt. Das Unglück konnte auf abrutschende Steine von den steilen Hängen des Ben Cruachan zurückgeführt werden.

## Beschreibung
Der 22 Meter lange Viadukt quert die enge Schlucht des Allt Cruachan nahe den namengebenden Wasserfällen Falls of Cruachan kurz vor dessen Mündung in den Awe, der selbst ein kurzes Stück flussabwärts aus dem Loch Awe abgeflossen ist. Die nächstgelegene Ortschaft ist das rund 4,5 Kilometer östlich gelegene Lochawe. Direkt benachbart sind der Bahnhof Falls of Cruachan und das 1959 bis 1965 errichtete Pumpspeicherkraftwerk Cruachan Power Station. Seit Fertigstellung des Kraftwerks dient der Allt Cruachan dem Speicherbecken Cruachan Reservoir als Abfluss.
Die Bogenbrücke überspannt den Allt Cruachan mit drei Segmentbögen aus Stampfbeton. Die Stützweite des zentralen Bogens mit einer lichten Höhe von 12,5 Metern beträgt 7,3 Meter; die der flankierenden Bögen 5,8 Meter. Die Stützpfeiler sind gemauert und als Bossenwerk gestaltet. Das auskragende Brückendeck ist mit Zinnenbewehrung und rechteckigen Austritten oberhalb des zentralen Bogens ausgeführt. Eine Wappenplatte mit Baujahr ist in die Brüstung eingelassen.
Die Bahnstrecke ist eingleisig über den Viadukt geführt.